# Mástil

Principales partes de una embarcación de vela.
1 - vela mayor 2 - foque 3 - spinnaker 4 - casco 5 - quilla (en la imagen, una orza) 6 - timón 7 - skeg o alerón 8 - mástil 9 - cruceta 10 - obenque 11 - escota de mayor 12 - botavara 13 - mástil 14 - tangón 15 - backstay 16 - estay de proa 17 - contra

Mástil de tres partes:
1. Palo Macho.
2. Mastelero.
3. Mastelerillo.
4. Tabla de jarcia del macho.
5. Tabla de jarcia del mastelero.
6. Tabla de jarcia del mastelerillo.

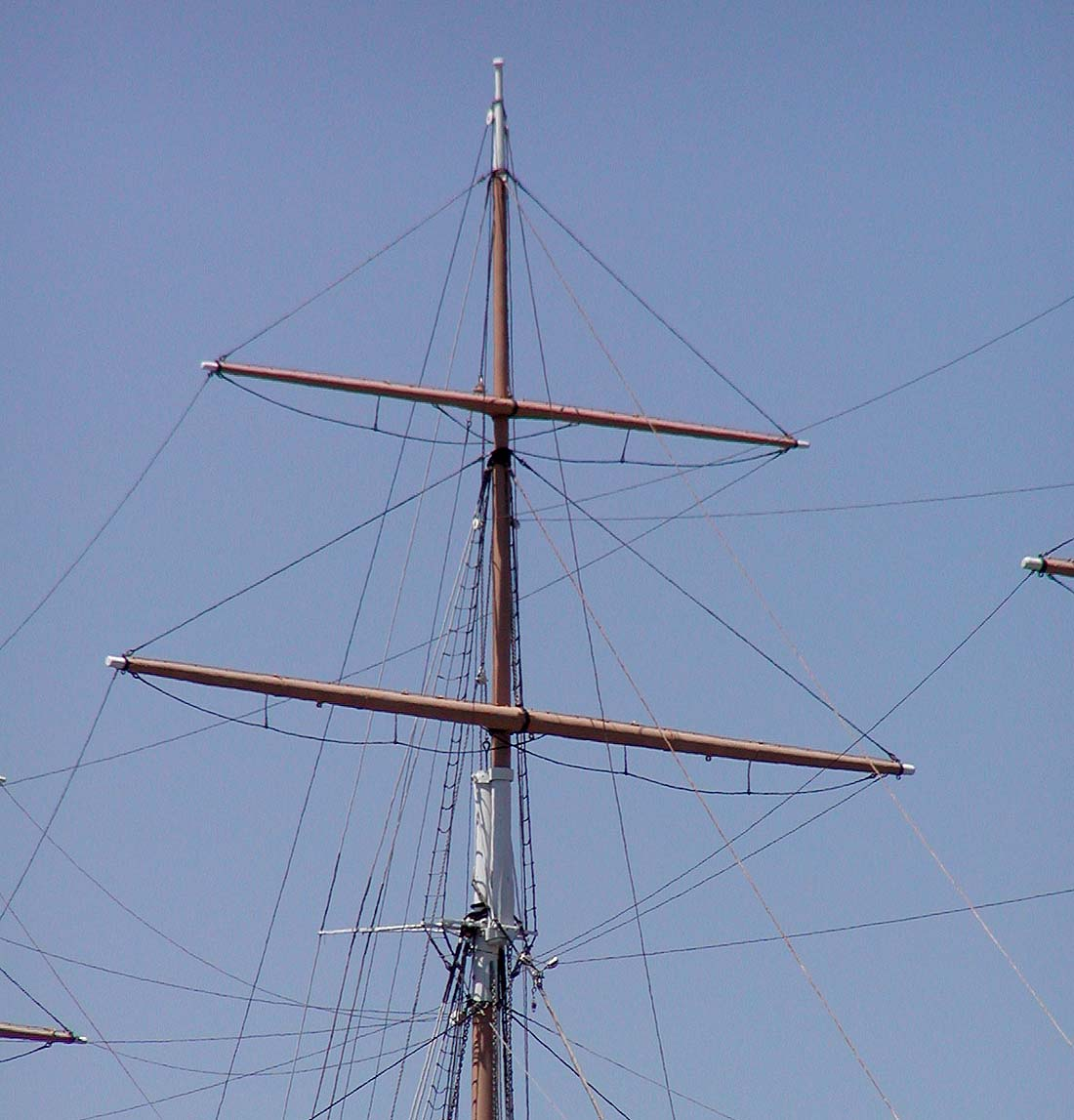
Mayor del Balcutha (1886)

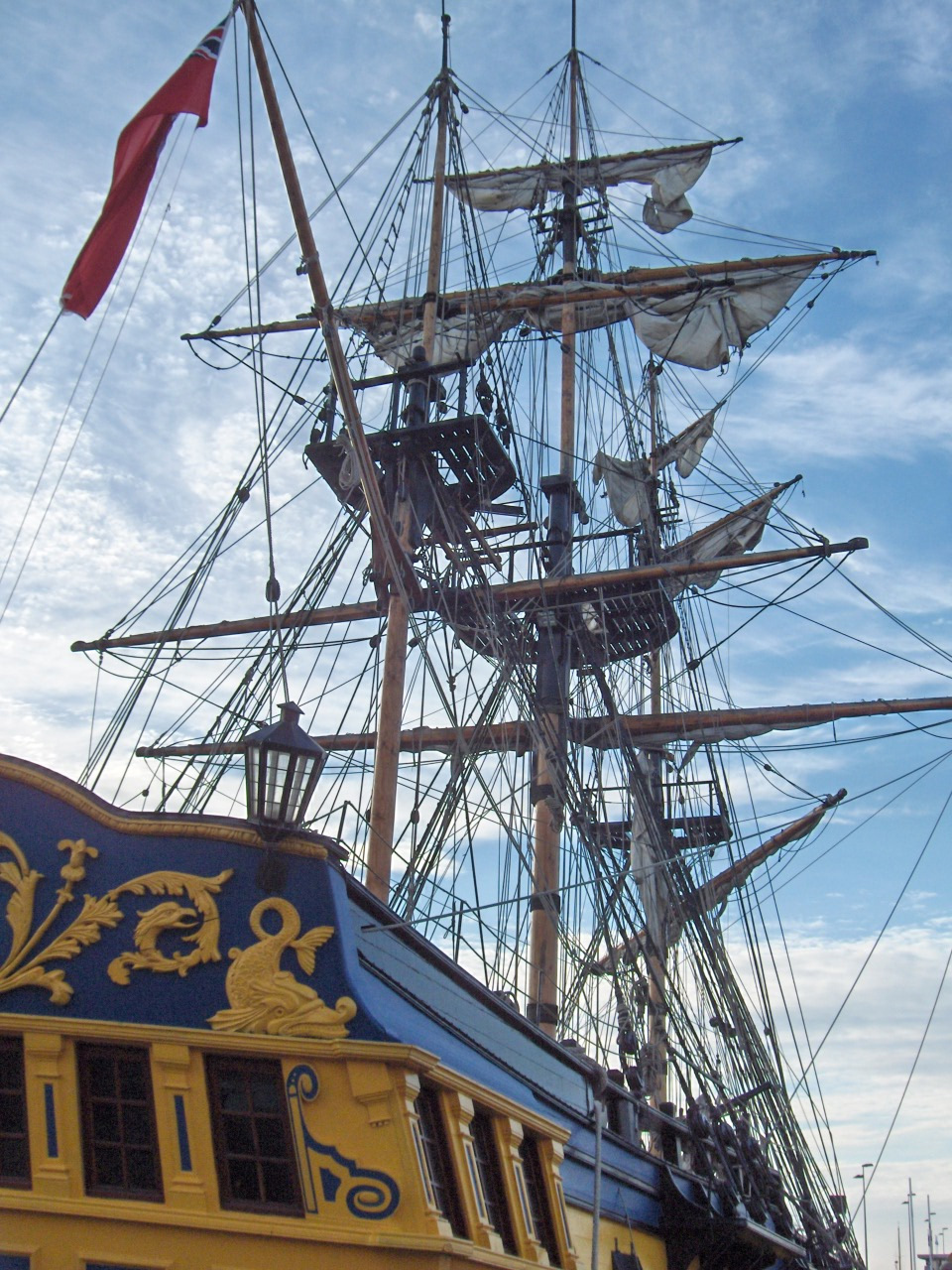
Mástiles del "Gran Turco".

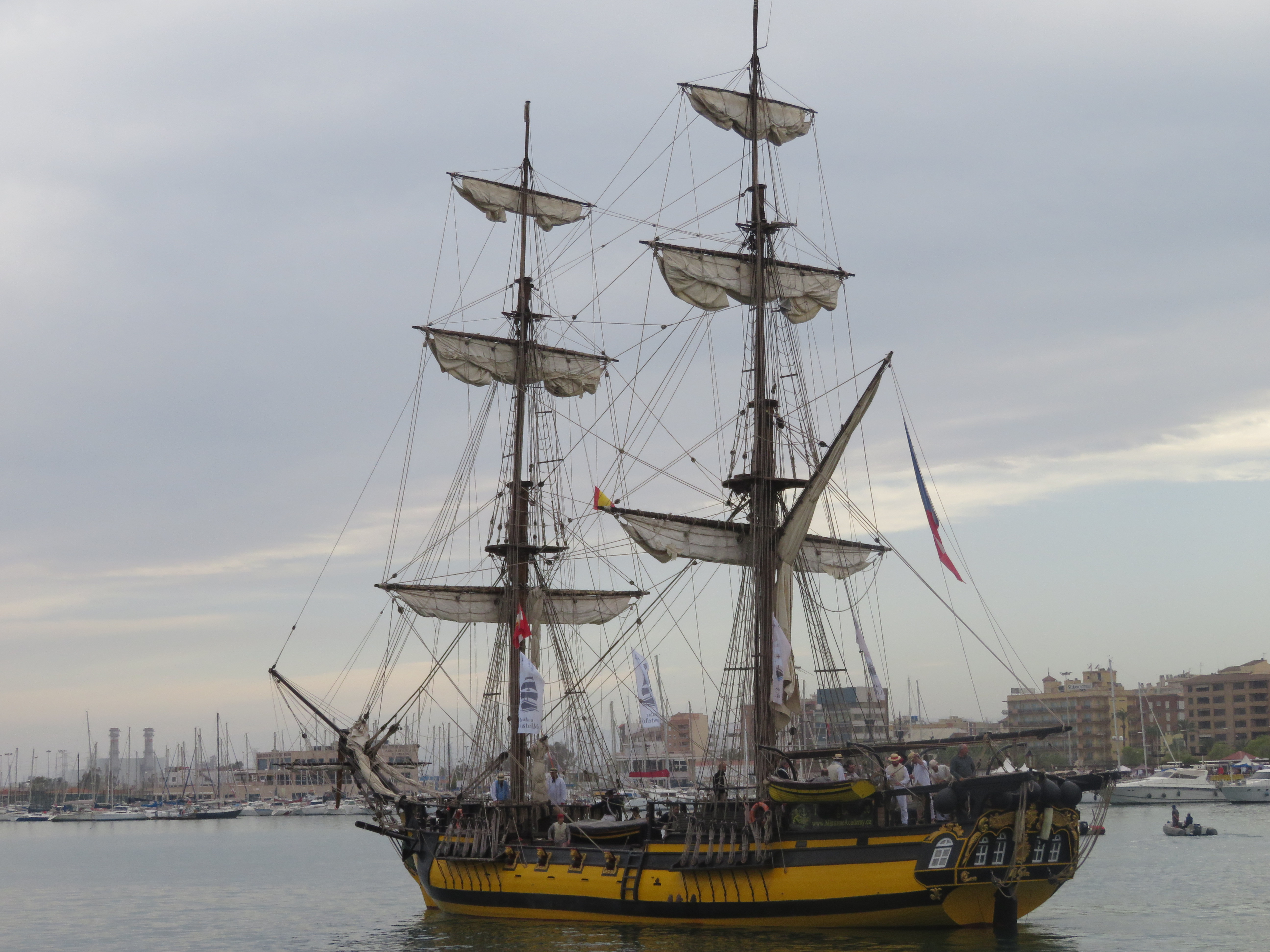
Bergantín La Grace. Barco de dos palos. Puerto de Castellón.

Mástil o Palo es cada uno de los palos que se colocan en un buque, perpendicularmente a su quilla, incluso no obstante el que con inclinación a esta sale de la proa para afuera, y a los cuales se agregan después los masteleros, sirviendo todos para tener suspendidas las vergas y velas, y tomando cada uno la denominación o título propio del lugar que ocupa: que son los del Palo mayor, Trinquete, Mesana y Bauprés. (fr. Mât; ing. Mast; it. Albero).
En los navíos y fragatas se componen de varias piezas, por no haber árbol cuyo tronco sea suficiente para sacarlos enterizos.

## Etimología
El Mástil se dice también Palo y antiguamente, se decía Árbol.

## Descripción
El Mástil de un barco es el gran palo vertical que sujeta las velas. Los barcos grandes pueden tener varios mástiles, variando su número, tamaño y disposición en función del tipo de barco.
La mayoría de los barcos de dos palos consisten de palo mayor y el de mesana, exceptuando a la goleta que consiste de trinquete y mayor.
En las naves de dos palos con mayor y mesana, como el queche y especialmente la yola, los vocablos mesana y cola se usan indistintamente.
Ciertas goletas poseen dos palos de igual altura, aun así la de proa se denomina como mayor y se le asigna la vela mayor.
Existen goletas hasta de siete palos y varios ejemplos de seis.
Además pueden tener un espolón (Bauprés), que es un palo casi horizontal que sale de la proa. Los barcos de más de tres palos no tienen una nomenclatura uniforme.
Además, cada mástil puede llevar un aparejo diferente en función del tipo de velas que vaya a portar.

## Tipos
Los mástiles de un barco de tres palos se denominan, de proa a popa:
- Trinquete: es el primer palo en la proa.
- Palo Mayor: es el palo más alto, situado cerca del centro del barco.
- Mesana: es el palo más cercano a popa.

## Historia
Hasta el siglo XX, los mástiles eran de madera, en su origen construidos a partir de un único tronco de árbol. Según fueron creándose barcos mayores, los mástiles más altos se construían ensamblando hasta tres troncos.
Aunque los barcos de vela han sido superados por los barcos a motor desde el siglo XIX, se siguen diseñando barcos de vela de recreo y buques escuela. En los años 30 se introdujeron los mástiles de aluminio en los barcos de clase J. El aluminio tiene ventajas importantes sobre la madera, al ser más ligeros, resistentes e inmunes a la podredumbre. Además, un mástil de aluminio se puede construir de una sola pieza.
Tras la Segunda Guerra Mundial los mástiles de aluminio se han popularizado en todos los veleros, incluso los pequeños. Los buques de alto rendimiento usan mástiles de aluminio aligerados quitándoles una sección triangular a lo largo del mástil.
Desde mediados de los años 1990 los yates de competición introdujeron el uso de fibra de carbono y otros materiales compuestos en la construcción de mástiles, con mejores relaciones resistencia-peso. Además se van perfeccionando los perfiles aerodinámicos. En algunos casos se han llegado a utilizar materiales para poder controlar la rigidez del mástil.

## Expresiones
- Abatir un palo: quitarle las sujeciones que lo mantienen arbolado y tenderlo sobre la cubierta o bancadas y el coronamiento de popa. Es maniobra que solo puede hacerse y se hace en embarcaciones menores.
- Arbolar un palo (ant. Mastear un palo, Mastelar un palo): frase que significa colocar en el buque los palos principales. Garc. y otros AA.
  1. Garc.: El Doctor Diego García de Palacios (Vocabulario de los nombres que usa la gente de mar, Impreso en México en 1587)
  2. AA.:
- Aventarse un palo: reventarse o causarse alguna hendedura en un palo.
- Cada palo aguane su vela: refrán con que se significa que cada uno desempeñe su encargo, por grave que sea, sin querer echarlo a hombros ajenos.
- Capear a palo seco (Capear a la bretona): es cuando se capea sin aparejo o velas, sino con solo el timón cerrado a la banda para orzar.
- Correr a palo seco: correr sin vela alguna
- Cortar o picar un palo o palos: cortar a golpe de hacha los palos.
- Desnudar un palo (Desaparejar un palo, Desarmar un palo, Desmantelar un palo): despojar de los cabos con que se sujetan y manejan.
- Echar abajo un palo: lo mismo que desarbolar.
- Meter un palo: colocarlo en su lugar con la machina en el arsenal o a bordo con el abanico o con la cabria de arbolar.
- Navegar sobre el palo: en buques latinos es ir de la mala vuelta, esto es, llevar la vela sobre el palo.
- Poder o no con los palos: lo propio que poder o no con la arboladura, con el aparejo.
- Rendir un palo: romperse o rajarse un palo.
- Trabajar por los palos: es lo mismo que trabajar por la arboladura.
- Vestir un palo: proveer, poner, guarnecer un palo con los cabos y aparejos necesarios para su sujeción o manejo.